# My First Kiss
My First Kiss – pierwszy singel grupy 3OH!3 nagrany wraz z Ke$hą promujący album Streets of Gold. Utwór został wydany 4 maja 2010 roku.

## Lista utworów
- Digital Download[2]

1. "My First Kiss" (Feat. Kesha) – 3:12

- My First Kiss (Remix) – EP[3]

1. "My First Kiss" (Gucci Mane Remix) (Feat. Kesha) – 3:12
2. "My First Kiss" (Chuckie Extended Version) (Feat. Kesha) – 7:34
3. "My First Kiss" (Innerpartysystem Remix) (Feat. Kesha) – 5:07
4. "My First Kiss" (Feat. Kesha) (Video) – 3:20

- UK My First Kiss – EP[4]

1. "My First Kiss" (Feat. Kesha) – 3:12
2. "My First Kiss" (Chuckie Remix) (Feat. Kesha) – 3:39
3. "My First Kiss" (Chuckie Extended Version) (Feat. Kesha) – 7:34
4. "My First Kiss" (Innerpartysystem Remix) (Feat. Kesha) – 5:07
5. "My First Kiss" (DJ Skeet Skeet Remix) – 4:42

## Notowania
| Notowanie (2010)                          | Pozycja na liście |
| ----------------------------------------- | ----------------- |
| Australia (Top 50 Singles)                | 13                |
| Austria (Ö3 Austria Top 40)               | 28                |
| Kanada (Billboard Canadian Hot 100)       | 7                 |
| Europa (European Hot 100)                 | 23                |
| Błąd przy wprowadzaniu danych Ireland     | 10                |
| Błąd przy wprowadzaniu danych New Zealand | 15                |
| Wielka Brytania (Singles Top 100)         | 7                 |
| Stany Zjednoczone (Hot 100)               | 9                 |
| Stany Zjednoczone (Pop Songs)             | 15                |